# Fissidentalium kawamurai
Fissidentalium kawamurai är en blötdjursart som beskrevs av Kuroda och Habe in Habe 1961. Fissidentalium kawamurai ingår i släktet Fissidentalium och familjen Dentaliidae. Inga underarter finns listade i Catalogue of Life.